# L'innamorata
L'innamorata, anche conosciuto con i titoli L'orizzontale e Mara Flores, è un film muto del 1920 diretto da Gennaro Righelli e interpretato da Italia Almirante Manzini e Annibale Betrone.

## Trama
Mara Flores è una divoratrice di uomini, ma quando s'imbatte in Franco Arnaldi, un ingegnere elettrico, lui resiste al suo fascino. Colpita nell'orgoglio, Mara, usa tutti i suoi mezzi: dapprima seduce l'amico e futuro cognato di Franco, Carlo, portandolo però alla rovina e poi addirittura alla morte. Successivamente riesce a raggiungere il suo scopo: scoppia la passione con Franco. Talmente travolgente che l'uomo trascura il lavoro e si batte a duello con un precedente amante di Mara. Quando però sua madre e la sorella Orietta implorano Mara di lasciarlo, lei, che si è realmente innamorata di Franco, lo esorta a tornare al lavoro, a riprendere la sua vita. Capisce anche che per lui rappresenta solo la rovina e che l'unica soluzione per liberarlo sia suicidarsi: «[...] Ormai ella ha il suo disegno, un giorno recatasi a salutare Arnaldi alla Centrale Elettrica, s'indugia più del solito a parlargli affettuosa e a carezzarlo. Qualche minuto dopo i segnalatori elettrici danno l'allarme; dinanzi alla macchina ad alta tensione, il corpo di Mara giace irrigidito, fulminato. Ella ha pagato così con la morte la sua breve illusione di felicità».

## Produzione
Prodotto dalla Fert Film nel 1919, inizialmente la pellicola venne ultimata con il titolo di produzione L'orizzontale, dal nome del soggetto di Genina, un dramma in 4 atti. A causa di questa scelta però la censura non concesse il nullaosta. Il via libera venne dato solo il 1º febbraio 1920 (visto censura n. 14727) con il titolo definitivo de L'innamorata. In Italia il film verrà distribuito anche con il sottotitolo Mara Flores, in Brasile con Em casa de Mara Flores mentre sul mercato inglese con il titolo Payment in Full.

Una versione restaurata di 40 minuti è stata presentata dalla Cineteca di Bologna al festival cinematografico Il cinema ritrovato del 1994.

## Critica

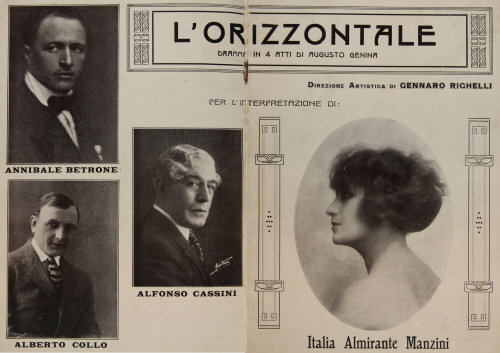
Flano cinematografico su una rivista dell'epoca

Carlo Fischer in La Cine-fono del 22 gennaio 1921: « L'innamorata è una riduzione cinematografica del noto romanzo L'orizzontale di Augusto Genina e, come il titolo lascia ben supporre, l'azione si impernia sopra una donna: Mara Flores, enigmatico miscuglio di bellezza e di superbia, di gentilezza e di perfidia, di sguardi languidi e occhiate torve; creatura sublime e fatale, capricciosa e bizzarra che ama e odia, che bacia e morde.
L'intreccio non è molto complicato e ci ricorda altra produzione recente; ma ciò che in questa film desta la più schietta ammirazione è lo svolgimento,
ispirato a concetti d'arte e di nobiltà, che è curato con degna perizia e acuta sagacia e che riesce di grande effetto. Solo si potrebbero rimproverare al direttore artistico alcune lungaggini che in qualche punto nuocciono alla agilità ed alla spigliatezza dell'azione, ma una fotografia meravigliosa, dovuta all'operatore Ubaldo Arata, ed una lussuosa ed accurata sceneggiatura, fanno perdonare facilmente questa piccola menda. Che suggestivo allestimento scenico! Che splendidi esterni scelti e ripresi con cura meticolosa! Italia Almirante Manzini, per quanto non fosse una sconosciuta in cinematografia - anzi, tutt'altro - non si era mai provata in un ruolo così importante come questo di Mara Flores. Da questa grande prova, brillantemente
superata, ci siamo persuasi che la simpatica attrice è una vera trionfatrice dello schermo. In questa film essa rivela le copiose risorse del suo temperamento artistico, con una sobrietà, una disinvoltura, uno charme da incantare. La sua recitazione avvince sin dalle prime scene, si fa seguire con interesse sempre crescente, seduce con una grazia birichina, convince con una mimica mai esagerata, commuove con l'espressione del suo dolore, suggestiona con la sua potenza drammatica e lascia scossi, pensierosi, perplessi dinanzi ad una morte così fulminea e redentrice [...]».